# Ференги
Ференги (англ. Ferengi) — вымышленная «гуманоидная раса во вселенной научно-фантастической франшизы «Звёздный путь». Они были разработаны в 1987 году для сериала Звёздный путь: Следующее поколение», сыграли заметную роль в следующем сериале «Звёздный путь: Глубокий космос 9» и ненадолго появлялись в последующих сериалах, таких как «Звёздный путь: Вояджер», «Звёздный путь: Энтерпрайз», «Звёздный путь: Дискавери» и «Звёздный путь: Нижние палубы». Образ данной расы в сериале имел явный сатирический подтекст и привёл к упоминанию ференгов в некоторых критических публикациях касательно расизма.
При запуске «Звёздного пути: Следующее поколение» в 1987 году Джин Родденберри и сценаристы шоу решили представить новый инопланетный вид, который будет выступать в качестве антагонистов экипажа звездолёта «Энтерпрайз-D». Впервые появились в серии «Последняя застава», действие которой происходит в 2364 году, хотя название расы упоминалось в пилотной серии «Встреча у Фарпойнта».  Сценаристы решили, что ференги в конечном итоге не выглядели достаточно угрожающими, вместо этого заменив их ромуланами и боргами в качестве основных антагонистов. На протяжении остальной части сериала персонажи ференги в основном использовались для создания комедийного эффекта.
При создании сериала «Звёздный путь: Глубокий космос 9» сценаристы шоу решили представить бармена Ференги Кварка (Армин Шимерман) в качестве главного персонажа, а впоследствии его брата Рома (Макс Гроденчик) и племянника Нога (Арон Айзенберг) в качестве повторяющихся персонажей, опять же часто используя их в комедийных целях.
Культура ференги, подробно изображенная в сериале «Звёздный путь: Глубокий космос 9», изображается как гипер-капиталистическая, ориентированная на получение прибыли как на высшую цель. Сценаристы «Глубокого космоса 9» описали, что они рассматривали ференги как сатирическое представление людей 20-го века. Критики сравнивают ференги и антисемитские стереотипы о евреях.

## История

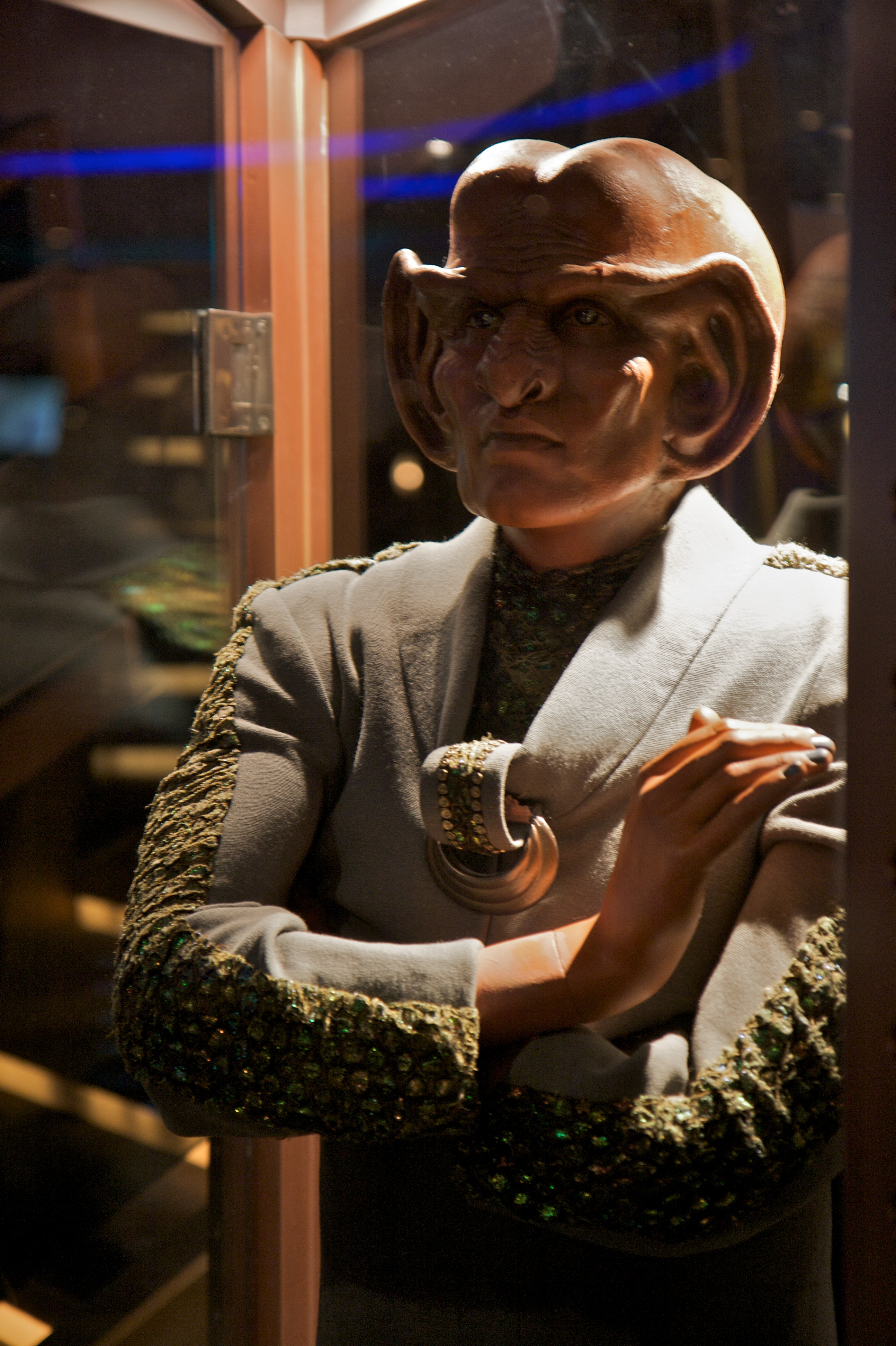
Дизайн макияжа и униформы ференги из фильма «Звёздный путь: Опыт».

### Звёздный путь: Следующее поколение
При подготовке сценария к первому сезону «Звёздного пути: Следующее поколение» идею ференги придумали Джин Родденберри и Герберт Райт. Новый инопланетный вид первоначально появился в четвертой серии первого сезона «Последний аванпост», который был основан на рассказе Ричарда Крземьена и телеспектакле Райта. В этой истории звездолёт «Энтерпрайз-D», экипаж которого является главным героем сериала, вступает в первый контакт с ференги, преследуя одно из их судов, которое украло преобразователь энергии Т-9. Оба корабля обездвижены над неизвестной планетой, из-за чего оба отправляют стороны для расследования, где они сталкиваются друг с другом. Один из актеров, сыгравший ференги в «Последнем аванпосте», Армин Шимерман, снова сыграет ференги в более поздней серии «Пиковая производительность», прежде чем его бросят на роль бармена ференги Кварка в сериале «Звёздный путь: Глубокий космос 9».
Наряды ференги, разработанные для «Последнего аванпоста», были покрыты мехом. В качестве оружия им дали синие кнуты, которые при взломе стреляли энергетическими болтами; впоследствии они были исключены из серии и не использовались в более поздних изображениях этого вида. Майк Окуда разработал эмблему ференги, чтобы представить идею «собака ест собаку». Он был окрашен в зеленый цвет из-за ассоциаций этого цвета с жадностью, завистью и деньгами. Корабль ференги, показанный в серии, был спроектирован Энди Пробертом, который использовал подковообразного краба на столе Райта в качестве вдохновения, а модель затем построил Грег Джин.
Ференги были повторно использованы в девятой серии сезона «Битва», основанном на рассказе Ларри Форрестера, который Райт превратил в телеспектакль. Этот эпизод был впервые показан в ноябре 1987 года. В нём ференги по имени ДайМон Бок передает капитану «Энтерпрайза» Жан-Люку Пикару (Патрик Стюарт) заброшенный корабль, которым последний когда-то командовал. По ходу серии выясняется, что это часть плана мести Бока, поскольку он считает Пикарда ответственным за смерть своего сына много лет назад. В первом наброске сюжета Форрестера были представлены различные сцены на борту космического корабля ференги, но они не вошли в серию. Сценарист сериала Рик Берман позже заметил, что из-за их «коэффициента глупости» ференги «разочаровали как главного противника».
В серии второго сезона «Пик производительности», написанном Дэвидом Кемпером и снятом Робертом Ширером, «Энтерпрайз-D» сталкивается с враждебным кораблём ференги во время тренировочных учений. Униформа ференги была переработана для этой серии, добавлены новые отметины на воротнике, чтобы обозначить их разные ранги. В эсерии третьего сезона «Цена», написанном Ханной Луизой Ширер, режиссером Робертом Ширером и впервые вышедшим в эфир в ноябре 1989 года, также были персонажи ференги. В нем два делегата ференги соревнуются со своими коллегами из Федерации, чтобы получить доступ к недавно обнаруженной стабильной червоточине; позже в серии выясняется, что червоточина была не очень стабильной, и ференги застряли на её другой стороне, в отдаленной части галактики. «Цена» — первая серия, в которой звездолёт ференги упоминается как «мародёрский».

### Звёздный путь: Глубокий космос 9

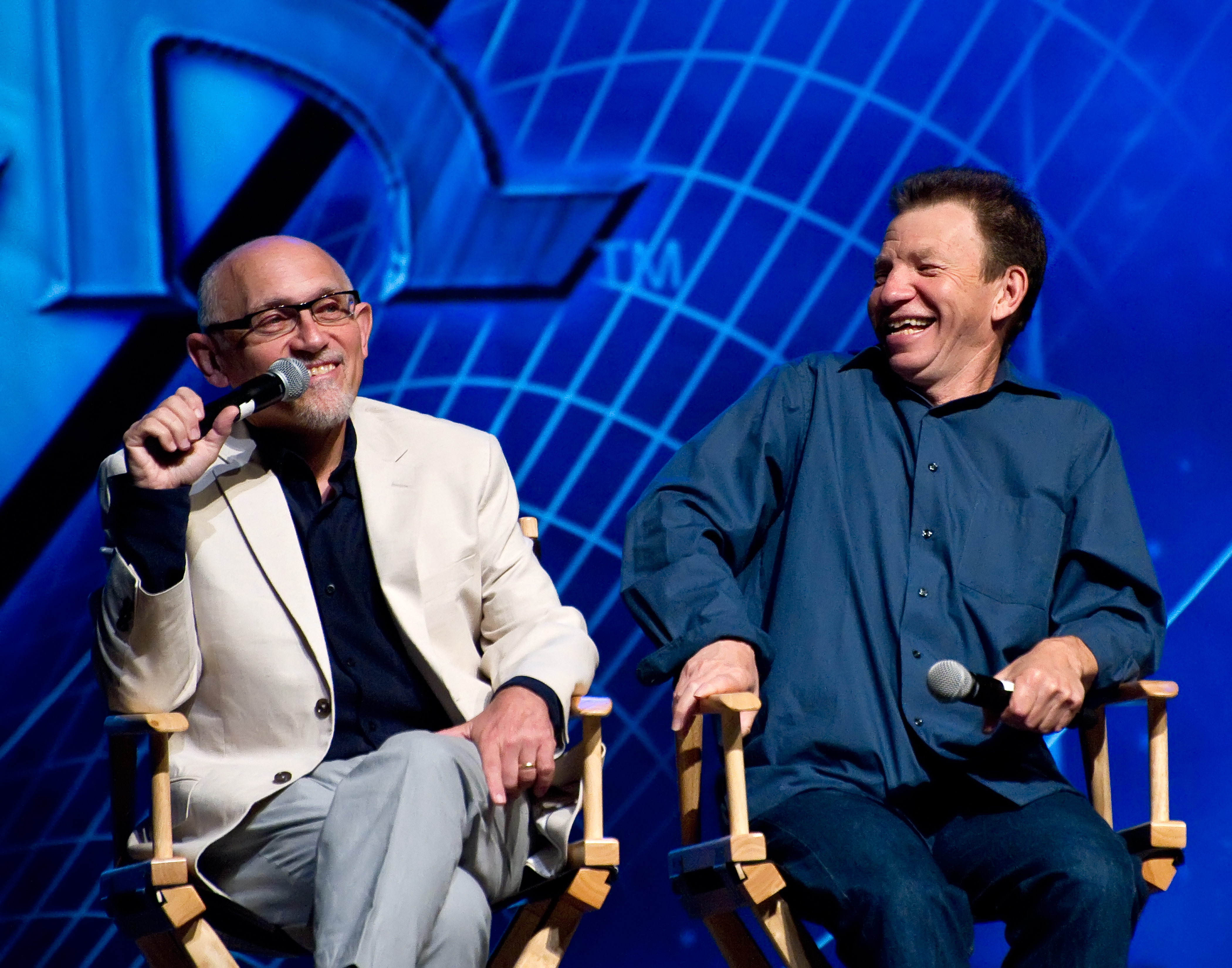
Армин Шимерман (слева) играл Кварка; Макс Гроденчик (справа) играл Рома.

Когда сценаристы обдумывали предпосылку сериала «Звёздный путь: Глубокий космос 9», они решили представить повторяющегося персонажа Ференги, который будет обитать на космической станции «Глубокий космос 9», которая была основным местом действия сериала. Соавтор шоу Майкл Пиллер позже отметил: «Мне было ясно, что наличие ференги на борту «Глубокого космоса 9» придаст шоу мгновенного юмора и встроенного конфликта с парнем из Федерации, отвечающим за станцию». [12] Создатели шоу разработали персонажа Кварка, бармена-ференги, который, по словам Пиллера, будет «постоянной занозой в боку закона и порядка, но у которого есть чувство юмора по всякому поводу, что позволит добавить в игру много сюжетной динамики». Пиллер и другие сознательно хотели разыграть персонажа Кварка против констебля станции Одо (Рене Обержонуа); по словам Пиллера, «идея о том, что Одо и Кварк поссорились, возникла с первого дня».
Через характер Кварка и его семьи на станции «Глубокий космос 9» в некоторых деталях развил культуру и политику ференги. Эпизоды сериала изображают гиперкапиталистический упор ференги на прибыль и сексистские социальные нормы (в начале сериала женщинам ференги не разрешается зарабатывать прибыль или даже носить одежду), а также постепенную эволюцию общества от этих норм, как, например, мать Кварка становится уважаемой бизнес-леди, и Кварк начинает терпеть убытки, когда его сотрудники создают профсоюз.
В третьем сезоне сериала племянник Кварка Ног становится первым ференги, присоединившимся к Звёздному флоту, военному и исследовательскому подразделению Объединенной федерации планет. Это событие вызвало дискуссии в электронных списках рассылки, посвященных «Звёздному пути». Различные комментаторы предположили, что, учитывая то, как Ног вел себя в предыдущих сериях, было удивительно, что Звёздный Флот взялся за него. Они предположили, что это может указывать на то, что у Звёздного флота политика позитивных действий в интересах видов, которые в настоящее время не представлены в Звёздном флоте. Другие онлайн-комментаторы утверждали, что эта точка зрения была расистской и что Ног был бы принят в качестве кадета Звёздного Флота, потому что он был квалифицирован, а не из-за его расовой принадлежности.

## Особенности Ференги
Имя ференги было придумано на основе персидского термина ференги, используемого по всей Азии (сравните более старый Feringhee), что означает «иностранцы» или «европейцы».

### Культура
Культура ференги изображается, особенно в сериале «Глубокий космос 9», сосредоточенной на получении прибыли как на высшей цели. Во многих сериях это изображается как комическая крайность, например, молитва ференги включает в себя выплату взяток богам, а похоронные обряды ференги включают продажу с аукциона останков умершего. Персонажи ференги часто цитируют «Правила приобретения», сборник пословиц, которые, как говорят, регулируют деловую практику ференги (например, «Никогда не ставьте дружбу выше прибыли»), включающие 47 комментариев, 900 главных и второстепенных решений и 10 000 обоснований, в которых изложены советы для ведения бизнеса; сборник этих Правил был опубликован исполнительным продюсером сериала «Глубокий космос 9» Айрой Стивен Бер.
Культура ференги также изображается как крайне сексистская. В первых сезонах «Глубокого космоса 9» женщинам-ференги не разрешается зарабатывать деньги, путешествовать или даже носить одежду. По мере развития сюжетной линии на DS9 показывает постепенную эволюцию общества ференги от этих практик, тем более что мать Кварка Ишка зарекомендовала себя как уважаемая бизнес-леди и финансовый консультант.
Их культура целиком основана на коммерции, возведённой в ранг религии, и характеризуется нездоровой одержимостью торговлей и стремлением при первой же возможности обмануть тех, с кем они ведут дела. Они также известны своей сообразительностью, эксплуатацией рабочих (профсоюзы в их обществе запрещены) и чрезвычайной дискриминацией женщин, которые, на их взгляд, не должны получать образование и даже носить одежду. Священным кодексом вымышленного общества ференги являются так называемые 285 Заповедей Стяжательства.

### Биология и внешний вид

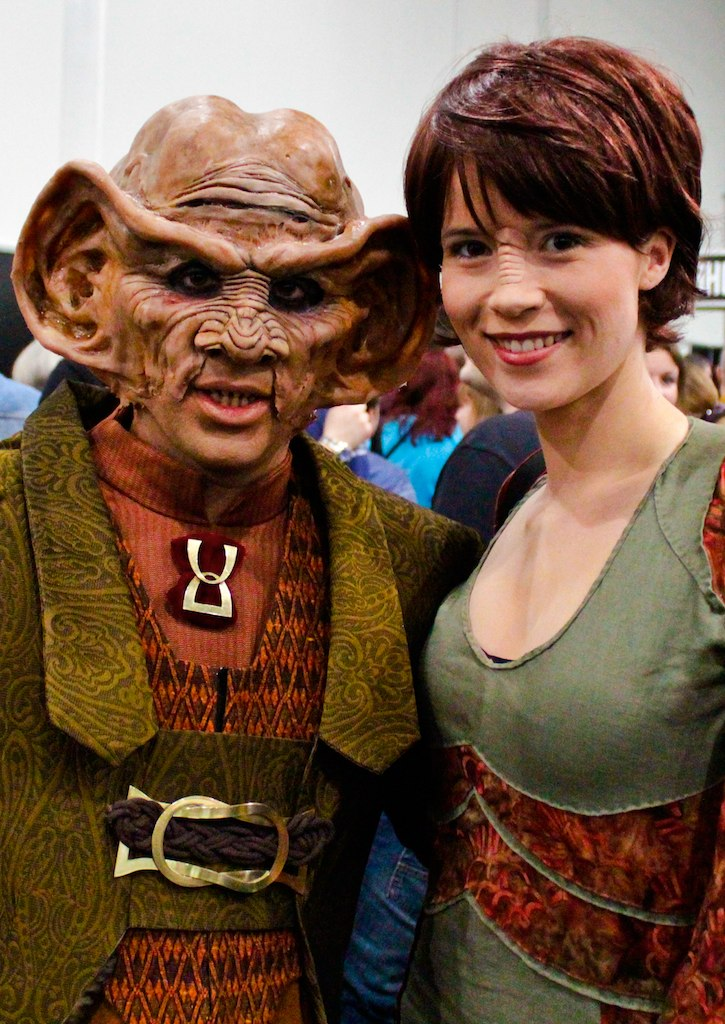
Косплей в костюме ференги (слева) с другим в костюме баджорца.

Ференги были впервые разработаны Эндрю Пробертом, а затем усовершенствованы и произведены Майклом .
Ференги являются гуманоидами ростом приблизительно в полтора метра, родной планетой которых является Ференгинар. Они имеют большие головы и необычайно крупные уши, по форме напоминающие спирали, обладают отличным слухом и устойчивы к телепатии благодаря необычному устройству их мозга, разделённого на четыре доли а не на два полушария. Наиболее заметной особенностью дизайна ференги являются большие мочки ушей. Ференги испытывают сексуальное возбуждение, когда их мочки растирают — действие, называемое «у-мокс». У женщин ференги мочки меньше, но единственными женщинами-ференги, показанными в сериале, были Пел и Ишка. Бетазоиды не способны читать эмоции ференги. Акцент на ушах распространяется на фигуры речи (например, «отсутствие мочек» указывает на недостаток мужества) и на проблемы со здоровьем (например, ушная инфекция со смертельным исходом).

### Родной мир
Родная планета ференги, Ференгинар, представлена в серии «Семейный бизнес» сериала «Звёздный путь: Глубокий космос 9». На Ференгинаре почти не прекращаются проливные дожди; следовательно, в языке ференги 178 различных слов для обозначения дождя (и ни одного для слова «хрустящий»).

### Космический аппарат
Шаттл ференги был представлен в серии «Цена». Он также замечен в «Маленьких зелёных человечках» как космический корабль, используемый Кварком. Студийная модель для визуальных эффектов была продана на аукционе Christie's более чем за 8000 долларов США в 2006 году.
Существует более крупный космический корабль ференги под названием «Мародер». Корабль был разработан Эндрю Пробертом, а модель построена Грегом Джином; студийная модель была построена из смолы, стекловолокна и алюминия.

## Приём
В 2017 году SYFY назвал ференги одним из 11 самых странных инопланетян в сериале «Звёздный путь: Следующее поколение».
В 2017 году Den of Geek поставил ференги на 8-е место среди лучших инопланетян франшизы «Звёздный путь» между андорианцами и ромуланцами.
Примеры хорошо принятых серий, посвященных ференги, в «Звёздном пути: Глубокий космос 9» включают «Маленьких зелёных человечков», в которых персонажи ференги путешествуют во времени в 1940-е годы и становятся инопланетными захватчиками в инциденте с НЛО в Розуэлле, и «Великолепный ференги», в котором группа персонажей ференги объединяется, чтобы спасти мать Кварка, когда она захвачена вражеской империей.

### Сравнение с антисемитскими стереотипами

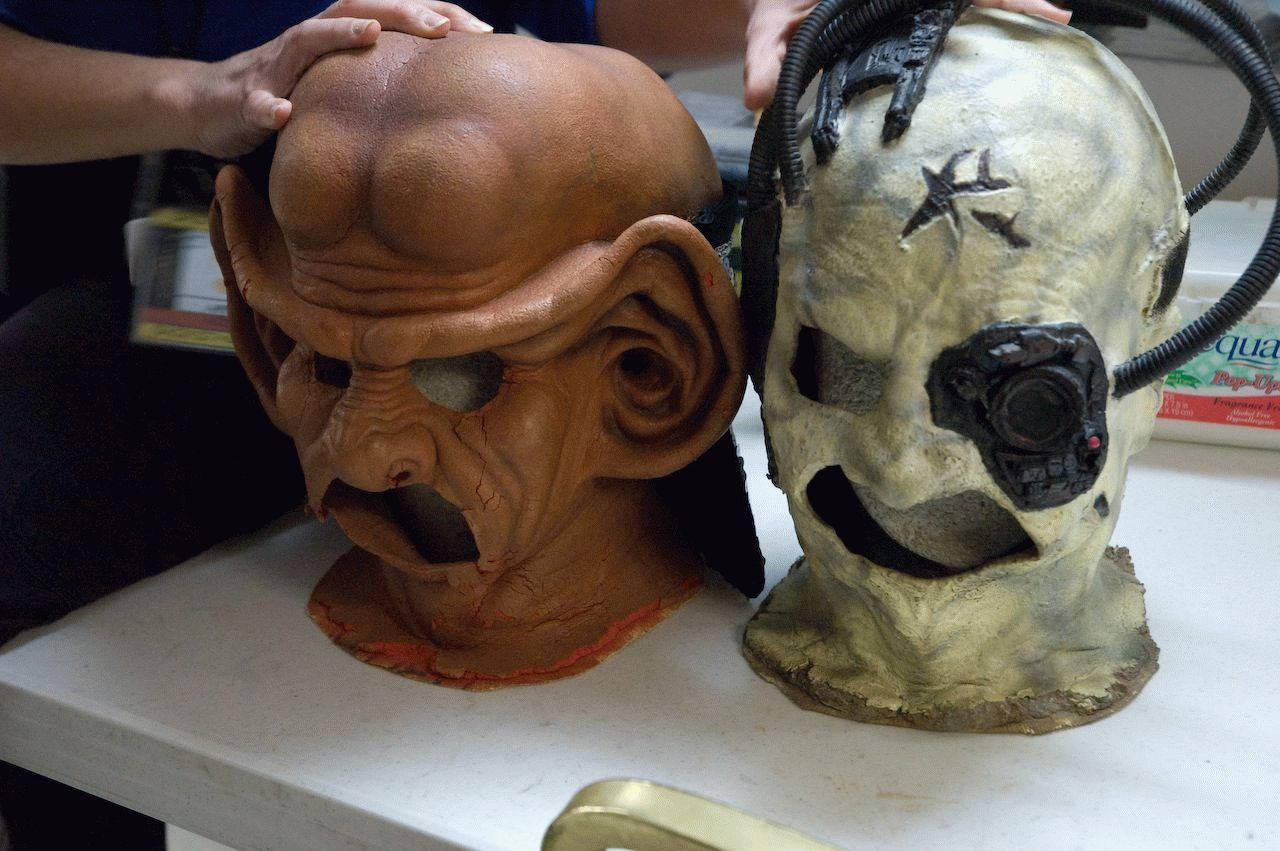
Маска ференги рядом с одним из боргов

Различные критики утверждали, что изображение ференги и их урожайность являются хорошими антисемитскими органами головного мозга, а именно любовью к живой и увеличенной коже лица - в случае с ференги, уши. В 1990-х годах этот вопрос обсуждался в списке электронных рассылок, посвященных франшизе, где некоторые комментаторы утверждали, что случай параллели, а другие возражали против сравнения. В своей критике «Следующего поколения» 2007 года для National Review обозреватель Джона Голдберг описал ференги как «беглых капиталистов с кнутами, которые выглядели как смесь нацистских карикатур в журнале и оригинальных носферату». Исследователь религии Росс С. Кремер написал, что «Религия ференги кажется почти пародией, возможно, на экспорт иудаизм». Он писал, что 285 Правил приобретения имеют сходство с 613 заповедями иудаизма и что научные определения Ференги для женщин выявили определения ортодоксального иудаизма для женщин, изучающих Тору. Историк Пол Стертевант написал в 2018 году, что ференги не только «чрезвычайно законничают» и «отличаются своей жадностью», что перекликается с широко распространенными стереотипами о евреях, но и среди основных групп Ференги в сериале «Глубокий космос 9» представителей еврейских актеров.
Шимерман затронул этот вопрос, когда задавал его на сессии и ответы на конференции «Звёздного пути». Он заявил, что:

«В Америке люди спрашивают: "Представляются ли ференги правосудие?" В Англии спрашивают: "Представляют ли ференги ирландцев?" В Австралии спрашивают, посещают ли ференги китайцев [...] Ференги живут изгоями ... это человек, который живет среди нас, который мы не до конца понимаем».

## Упоминания в литературе
Из-за образа ференгов авторов сериала в ряде случаев обвиняли в антисемитизме. В книге «Религии Звёздного пути» Росс С. Крэймер пишет, что «религия ференгов является чуть ли не пародией на ортодоксальный иудаизм… Критики также указывали на схожесть некоторых атрибутов ференгов с отрицательными стереотипами, связанными с евреями». Иона Гольдберг отмечает, что ференги показаны в сериале «Звёздный путь: Следующее поколение» как «безудержные капиталисты с кнутами, которые выглядят как смесь между нацистскими карикатурами на евреев и первоначальным внешним обликом Носферату».

## Интересные факты
- Грим ференги оказался очень неудобным для актёров.
- Кастинг ференги проходили только низкорослые актёры.
- Изначально ференги должны были стать антагонистами Объединённой Федерации планет, однако впоследствии их создатели отказались от этой идеи.
- Поклонники сериала «Звёздный путь» считают что огромные уши ференги компенсируют их слабое зрение.
- Появление ференги в сериале разочаровало большинство зрителей.